# Europese Volkspartij
De Europese Volkspartij (EVP) is een christendemocratische en conservatieve Europese politieke partij. In het Europees Parlement is de fractie van de EVP de grootste groepering. De partij bundelt de meeste nationale christendemocratische partijen binnen de Europese Unie.

## Geschiedenis
De Europese Volkspartij is opgericht in Luxemburg op 8 juli 1976 met Jean Seitlinger, toenmalig Belgisch premier Leo Tindemans en Wilfried Martens als geestelijk vaders. Leo Tindemans werd de eerste voorzitter van de EVP. Eind jaren 90 begon de Finse politieker Sauli Niinistö aan de onderhandelingen over de fusie met de Europese Democratische Unie (EDU), waarvan hij voorzitter was. In 2002 staakte de EDU zijn activiteiten en werd het formeel geabsorbeerd door de EVP. Dit gebeurde op een speciaal evenement in het Portugese Estoril. Als erkenning voor zijn inspanningen werd Niinistö erevoorzitter gemaakt.
Door onenigheid over de politiek van de Hongaarse Fidesz-voorzitter Viktor Orbán moest de EVP twee maanden voor de Europese verkiezingen van 2019 beslissen wat te doen met het Fidesz-probleem, nadat 13 verontwaardigde leden (waaronder CD&V, cdH en CDA) de verbanning van Fidesz uit de EVP eisten. Op 20 maart 2019 beslisten 190 van de 193 EVP-afgevaardigden om het lidmaatschap van Fidesz gedeeltelijk op te schorten. Dit betekende dat Fidesz "tot nader order" niet meer welkom was op interne meetings en verkiezingen, maar deel bleef uitmaken van de fractie van de Europese Volkspartij in het Europees Parlement. Op 3 maart 2021 kondigde premier Viktor Orbán aan dat Fidesz de EVP-fractie zou verlaten nadat deze haar interne regels had gewijzigd (om schorsing en verwijdering van meerdere afgevaardigden en hun fracties mogelijk te maken), hoewel Fidesz een geschorst lid van de EVP bleef. Op 18 maart 2021 besliste Fidesz om uit de EVP te stappen.

## Structuur

### (Voormalig) voorzitters
| Tijdspanne | Voorzitter       |
| ---------- | ---------------- |
| 1976-1985  | Leo Tindemans    |
| 1985-1987  | Piet Bukman      |
| 1987-1990  | Jacques Santer   |
| 1990-2013  | Wilfried Martens |
| 2013-2019  | Joseph Daul      |
| 2019-2022  | Donald Tusk      |
| 2019-heden | Manfred Weber    |

### Huidig bestuur
| Functie             | Naam                                                      | Nationaliteit | Nationale Politieke Partij |
| ------------------- | --------------------------------------------------------- | ------------- | -------------------------- |
| Voorzitter          | Manfred Weber                                             | Duitsland     | CSU                        |
| Partijleiders       | Jean-Claude Juncker, Voorzitter van de Europese Commissie | Luxemburg     | CSV                        |
| Secretaris-generaal | Antonio López-Istúriz White                               | Spanje        | Partido Popular            |
| Vice-voorzitters    | David McAllister                                          | Duitsland     | CDU                        |
| Vice-voorzitters    | Johannes Hahn                                             | Oostenrijk    | ÖVP                        |
| Vice-voorzitters    | Petteri Orpo                                              | Finland       | Nationale Coalitiepartij   |
| Vice-voorzitters    | Antonio Tajani                                            | Italië        | Forza Italia               |
| Vice-voorzitters    | Esther de Lange                                           | Nederland     | CDA                        |
| Vice-voorzitters    | Rafał Trzaskowski                                         | Polen         | Burgerplatform             |
| Vice-voorzitters    | Mariya Gabriel                                            | Bulgarije     | GERB                       |
| Vice-voorzitters    | Helen McEnte                                              | Ierland       | Fine Geal                  |
| Vice-voorzitters    | Franck Proust                                             | Frankrijk     | Les Républicains           |
| Vice-voorzitters    | Siegfried Mureșan                                         | Roemenië      | PNL                        |
| Penningmeester      | Christian Schmidt                                         | Duitsland     | CSU                        |
| Erevoorzitter       | Sauli Niinistö                                            | Finland       | Nationale Coalitiepartij   |

## Financiering
Als geregistreerde Europese politieke partij heeft de partij recht op Europese publieke financiering, die de partij onafgebroken sinds 2004 heeft ontvangen.
Hieronder staat de ontwikkeling van de Europese publieke financiering die de partij heeft ontvangen.
Bedrag (€)Europese overheidsfinanciering van Europese politieke partijen03.000.0006.000.0009.000.00012.000.00015.000.00018.000.0002004200720102013201620192022Maximumbedragen aan overheidsfinancieringDaadwerkelijk ontvangen bedragen aan overheidsfinanciering
In overeenstemming met de Verordening inzake Europese politieke partijen en Europese politieke stichtingen, werft de partij ook private fondsen om haar activiteiten mede te financieren. Vanaf 2025 moeten Europese partijen ten minste 10% van hun vergoedbare uitgaven uit particuliere bronnen halen, terwijl de rest kan worden gedekt met Europese overheidsfinanciering.
Hieronder staat de ontwikkeling van de bijdragen en donaties die de partij heeft ontvangen.
Bedrag (€)Bijdragen van Europese politieke partijen400.000600.000800.0001.000.0001.200.0001.400.0001.600.0001.800.00020042008201220162020EVP
Bedrag (€)Donaties van Europese politieke partijen03060901201502004200720102013201620192022EVP

## Leden

### Politieke partijen

#### Huidige leden
België
- Christen-Democratisch en Vlaams (CD&V)

 Bulgarije
- Democraten voor een Sterk Bulgarije (DSB)
- Unie van Democratische Krachten (SDS)
- Burgers voor Europese Ontwikkeling van Bulgarije (GERB)
- Bulgarije voor de Burgers

 Cyprus
- Dimokratikos Synagermos (DISY)

 Denemarken
- Det Konservative Folkeparti (C)
- Kristendemokraterne (K)

 Duitsland
- Christlich Demokratische Union Deutschlands (CDU)
- Christlich-Soziale Union (CSU)

 Estland
- Isamaa ja Res Publica Liit (IRL)

 Finland
- Nationale Coalitiepartij (KOK)
- Christendemocraten (SK(KD))

 Frankrijk
- Les Républicains (LR)

 Griekenland
- Nea Dimokratia (ND)

 Ierland
- Fine Gael (FG)

 Italië
- Forza Italia
- Südtiroler Volkspartei (SVP)
- Popolari per l'Italia (PpI)
- Alternativa Popolare (AP)
- Unie van het Centrum (UDC)
- Partito Autonomista Trentino Tirolese (PATT)

 Kroatië
- Kroatische Democratische Unie (HDZ)
- Hrvatska demokršćanska stranka (HDS)

 Letland
- Eenheid (V)

 Litouwen
- Tėvynės Sąjunga – Lietuvos krikščionys demokratai (TS-LKD)

 Luxemburg
- Chrëschtlech Sozial Vollekspartei (CSV)

 Malta
- Partit Nazzjonalista (PN)

 Nederland
- Christen-Democratisch Appèl (CDA)

 Oostenrijk
- Österreichische Volkspartei (ÖVP)

 Polen
- Platforma Obywatelska (PO)
- Polskie Stronnictwo Ludowe (PSL)

 Portugal
- Partido Popular (CDS-PP)
- Partido Social Democrata (PSD)

 Roemenië
- Nationaal-Liberale Partij (PNL)
- Democratische Unie van Hongaren in Roemenië (RMDSZ/UDMR)
- Volksbewegingspartij (PMP)

 Slovenië
- Sloveense Democratische Partij (SDS)
- Nieuw Slovenië (N.Si)
- Sloveense Volkspartij (SLS)

 Slowakije
- Slowakije
- Szövetség-Aliancia
- Demokrati
- Kresťanskodemokratické hnutie (KDH)

 Spanje
- Partido Popular (PP)

 Tsjechië
- Christendemocratische Unie-Tsjechische Volkspartij (KDU-CSL)
- Tradice Odpovědnost Prosperita 09 (TOP09)

 Zweden
- Moderata samlingspartiet (MOD-Moderaterna)
- Kristdemokraterna (KD)

#### Waarnemende leden
Albanië
- Democratische Partij van Albanië (PDSH)

 Armenië
- Republikeinse Partij van Armenië
- Erfgoed

 Bosnië en Herzegovina
- Partij voor Democratische Actie (SDA)
- Kroatische Democratische Unie (HDZ)
- Kroatische Democratische Unie 1990 (HDZ 1990)
- Partij voor Democratische Vooruitgang (PDP)

 Georgië
- Verenigde Nationale Beweging
- Europees Georgië

 IJsland
- Onafhankelijkheidspartij

 Kosovo
- Democratische Liga van Kosovo (LDK)

 Libanon
- Libanese Strijdkrachten
- Kataeb-partij

 Marokko
- Parti de l'Istiqlal
- Rassemblement national des indépendants

 Moldavië
- Liberaal-Democratische Partij van Moldavië (PLDM)
- Partidul Acțiune și Solidaritate (PAS)
- Platforma Demnitate și Adevăr (Platforma DA)

 Montenegro
- Bošnjačka stranka (BS)

 Noord-Macedonië
- Binnenlandse Macedonische Revolutionaire Organisatie - Democratische Partij voor Macedonische Nationale Eenheid

 Noorwegen
- Høyre (H)
- Kristelig Folkeparti (KrF)

 Oekraïne
- Heel-Oekraïense Unie "Vaderland"
- Oekraïense Democratische Alliantie voor Hervormingen
- Samopomitsj
- Europese Solidariteit

 San Marino
- Partito Democratico Cristiano Sammarinese (PDCS)

 Servië
- Alliantie van Hongaren in Vojvodina (VMSZ)
- Servische Progressieve Partij (SNS)

 Wit-Rusland
- Verenigde Burgerpartij
- Voor Vrijheid

 Zwitserland
- Het Centrum

#### Voormalige leden
België
- Parti social chrétien (PSC) / Centre démocrate humaniste (cdH) / Les Engagés (1976-2024)[4]

 Hongarije
- Fidesz
- Christendemocratische Volkspartij (KDNP) (2007-2024)

 Servië
- Verenigde Regio's van Servië (URS)

 Slowakije
- Most-Híd (2013-2021)
- Partij van de Hongaarse Gemeenschap (MKP/SMK) (2000-2021)

 Spanje
- Unió Democràtica de Catalunya (UDC) (1986-2017)

 Wit-Rusland
- Wit-Russisch Volksfront (2006-2017)

 Zwitserland
- Christendemocratische Volkspartij (1994-2020)

### Individuele leden
De partij heeft ook een aantal individuele leden, hoewel zij, net als de meeste andere Europese partijen, niet heeft geprobeerd een massaal individueel lidmaatschap te ontwikkelen.
Hieronder staat de ontwikkeling van het individuele lidmaatschap van de partij sinds 2019.
Individuele ledenIndividuele leden van Europese politieke partijen9121518212427201920202021202220232024EVP

## Vertegenwoordiging in Europese instellingen
| Organisatie     | Instelling                                           | Zetelaantal    |
| --------------- | ---------------------------------------------------- | -------------- |
| Europese Unie   | Europees parlement                                   | 182 / 720(25%) |
| Europese Unie   | Europese Commissie                                   | 11 / 27(41%)   |
| Europese Unie   | Europese Raad (Regeringsleiders)                     | 11 / 27(41%)   |
| Europese Unie   | Raad van de Europese Unie (Deelname aan de regering) |                |
| Europese Unie   | Europees Comité van de Regio's                       | 118 / 329(36%) |
| Raad van Europa | Parlementaire Vergadering (binnen EPP/CD)            | 132 / 612      |